# Rolf Lederbogen
Rolf Lederbogen (Hannoversch Münden, 17 marzo 1928 – Heidelberg, 4 giugno 2012) è stato un illustratore tedesco.

## Biografia
Dal 1947 al 1952 ha studiato all'Università di Belle Arti di Kassel con Heinrich Lauterbach, Hans Leistikow, Hermann Mattern e Ernst Röttger.
Dopo essersi laureato in architettura insegna all'Università di Karlsruhe dal 1961, all'Università di Dortmund nel 1974-1975 e dal 1991 all'Università di Coimbra.
Disegna molti francobolli per la Deutsche Bundespost, il logo dell'Università di Karlsruhe e nel 1999 le monete da 1,2 e 5 centesimi di euro delle monete euro tedesche con la foglia di quercia ispirate al vecchio Pfennig.